# Frank Seator
Frank Jean Seator est un footballeur libérien né le 24 octobre 1975 au Liberia et mort le 11 février 2013 .
Il est un international libérien (12 sélections, un but) entre 2000 et 2004.

## Carrière
- 1996-1997 : FC Fehérvár ( Hongrie)
- 1997-1998 : Al-Wakrah Sports Club ( Qatar)
- 1998  : Degerfors IF ( Suède)
- 1999-2000 : Al Gharrafa Doha ( Qatar)
- 2000  : Al Arabi Koweït ( Koweït)
- 2000-2001 : Al Rayyan Club ( Qatar)
- 2001-2002 : Al-Khor Sports Club ( Qatar)
- 2002-2003 : Espérance sportive de Tunis ( Tunisie)
- 2003-2006 : Perak FA ( Malaisie)
- 2006  : Persija Jakarta ( Indonésie)
- 2007  : Persis Solo ( Indonésie)
- 2007-2009 : Selangor FA ( Malaisie)
- 2009-2013 : Al Oruba Sur ( Oman)[2]

## Palmarès
- Coupe Sheikh Jassem de Qatar : 1998
- Coupe crown prince de Qatar : 2000, 2001
- Championnat de Tunisie de football : 2003